# Hegemonia tebana

Grécia Antiga em

A hegemonia tebana, na Grécia Antiga, foi a época que transcorreu entre a vitória da cidade-estado de Tebas frente a Esparta na Batalha de Leuctra, em 371 a.C., até a derrota de uma colisão de exércitos do Peloponeso na Batalha de Mantineia, em 362 a.C., apesar de Tebas ter tentado manter sua posição até, finalmente, ser eclipsada pelo crescente poder da Macedônia em 346 a.C.
Externamente, o caminho para a hegemonia tebana foi pavimentado pelo colapso do poder de Atenas na Guerra do Peloponeso (431-404 a.C.) e a debilidade de Esparta por sua oligantropia (redução demográfica) e a inconclusa Guerra de Corinto (395-386 a.C.). Internamente, os tebanos puderam obter duas vantagens militares temporais:
1. Os líderes da oligarquia tebana desse tempo, Epaminondas e Pelópidas, estavam completamente dedicados a uma política exterior agressiva e tinham capacidade para ganhar qualquer batalha.
2. Esses mesmos líderes tinham implementado uma série de melhorias táticas na infantaria pesada de Tebas (por exemplo, lanças mais compridas, ou o uso de uma formação oblíqua inovadora), que nesse momento não encontrava semelhante entre seus inimigos.